# Bartolomé García de Santiago

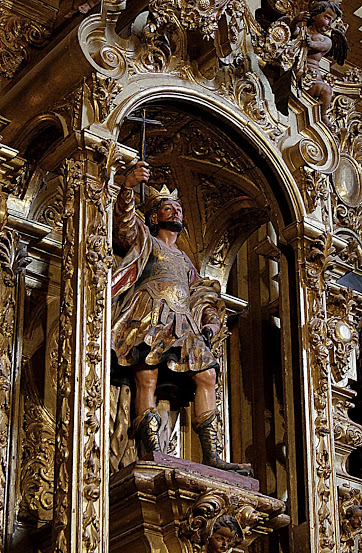
San Hermenegildo. Capilla de San Hermenegildo de la Catedral de Sevilla.

Bartolomé García de Santiago (Sevilla, hacia 1687-Sevilla, 29 de noviembre de 1764) fue un escultor y retablista español del Barroco tardío. Fue padre y maestro del también imaginero y retablista Manuel García de Santiago.

## Biografía
Sus padres fueron Francisco García de Santiago, muerto el 22 de mayo de 1730, natural de Baeza y establecido en la collación de San Lorenzo de Sevilla en la segunda mitad del siglo XVII, y Águeda María de Sandoval, fallecida el 6 de junio de 1734, de Sevilla. Ambos se casaron el 2 de agosto de 1676 en la Iglesia de San Lorenzo de Sevilla. Tras el nacimiento de la primera hija del matrimonio, en 1677, se trasladaron a otra collación que se desconoce. Aquí nacieron los tres hijos siguientes. En 1686 el matrimonio se había trasladado a la collación de San Esteban, donde nació Bartolomé y otro hijo más.
Francisco se dedicaba a la fabricación de muebles, la talla y el ensamblaje de maderas. Es posible que Bartolomé le ayudase en esta tarea. Su hermano Benito era batidor de oro y uno de sus hijos, Manuel, también se dedicó a esto. Estas profesiones están relacionadas con el mundo de la escultura y los retablos y es posible que influyesen en la vocación de Bartolomé.
Bartolomé debió de haber iniciado su aprendizaje entre el 1700 y 1702, lo que se habría prolongado de 4 a 6 años, y probablemente debió haber terminado su formación antes de casarse.
Aunque no se ha podido demostrar, muchos autores le relacionan con Francisco Antonio Ruiz Gijón.
El 9 de mayo de 1707 Bartolomé contrajo matrimonio con Inés Rodríguez de Castilla en la Iglesia de la Magdalena. El matrimonio residió en la collación de la Magdalena, donde fueron bautizados los tres primeros hijos: Nicolás Ambrosio José en 1708, Manuel Francisco Esteban en 1710 y Águeda María Luisa en 1711. A finales de 1711 la familia residía en la collación de San Román. Allí tuvieron a Nicolás José Cesario en 1719. En la Iglesia de San Bartolomé fueron bautizados José Florencio en 1722 y Paula María Antonia en 1724. En 1731 la familia se trasladó a vivir de nuevo en la collación de San Román, donde permaneció como mínimo hasta 1732. Abandonará este barrio para vivir de nuevo en San Bartolomé.
En 1742 se trasladó a Constantina, donde pasó a regentar un taller de escultura que había pertenecido al gallego Luis de Baias. En 1747 se trasladó de nuevo a vivir en la collación de San Bartolomé de Sevilla. En algún momento se trasladó a la collación de San Román, donde falleció en 1764.
En su trabajo, colaboró en multitud de ocasiones con José Fernando de Medinilla. Ambos tuvieron una relación muy estrecha: Bartolomé fue fiador de Medinilla en ocho ocasiones y este último fue padrino de un hijo de Bartolomé, José Florencio, en 1722. También tuvo relación profesional con José Maestre y Luis de Baias.
Hay constancia de que tuvo tres aprendices y que también enseñó a su hijo Manuel Francisco Esteban García de Santiago. Los aprendices José Gallardo y José de Falla entraron en su taller en 1726 por un plazo de 7 años. En 1727 entró como aprendiz Vicente Ferrer Zambrano, también por 7 años.
Bartolomé llevó una vida humilde y, unos meses antes de su muerte, se declaraba pobre y rogaba a su primogénito, que entonces corría con los gastos familiares, que costease su entierro.

## Obra documentada

### Esculturas
Sus esculturas tienen menor calidad en las primeras etapas y también son menos meritorias sus esculturas más pequeñas. Sus esculturas transmiten hieratismo, frontalidad y monumentalidad en la proporción de sus partes.
- 1713. Proyecto para la sillería coral de la Iglesia de San Juan Bautista de Marchena. No realizado y no se conserva el documento.[17]
- 1724. Yeserías para el camarín de la Virgen de las Aguas. Nave de la epístola de la Iglesia del Salvador. Sevilla.[17]
- 1724. Esculturas para un retablo del testero de la nave de la Epístola de la capilla del Palacio de San Telmo. En la actualidad, la imagen central de este retablo es Santo Tomás de Aquino, realizado por Pedro Duque Cornejo.[18]
- 1727. Escalera tallada para el púlpito. Iglesia de San Pablo. Aznalcázar. Destruida en 1932.[19]
- 1730. Marco tallado para un retrato del infante Felipe. Real Maestranza de Caballería de Sevilla. Desaparecido.[19]
- 1731. San Hermenegildo. Capilla de San Hermenegildo de la Catedral de Sevilla.[20]
- Hacia 1743. Esculturas para el retablo mayor de la Iglesia de Nuestra Señora de la Consolación. El Pedroso.[21]
- 1757. Esculturas para el retablo de la Virgen del Amparo. Iglesia de la Magdalena. Sevilla. Desaparecidas en el siglo XIX.[22]
- 1757. Ángel lamparero. Iglesia de San Vicente. Sevilla. Desaparecido.[23]

### Retablos
- 1725. Retablo de Nuestra Señora de la Esperanza. Iglesia de San Pablo. Aznalcázar. Destruido en 1932.[24][25]
- 1726. Retablo de San Antonio de Padua. Capilla Sacramental de la Iglesia de San Francisco de Asís. Morón de la Frontera.[26]
- 1729. Retablo del Dulce Nombre de Jesús. Cabecera de la nave de la epístola de la Iglesia de Santa María la Mayor. Pilas.[27]
- 1729. Retablo de San Marcos. Pies de la nave de la epístola de la Iglesia de Santa María la Mayor. Pilas. Transformado.[28]
- 1729. Retablo mayor de la iglesia del Hospital de San Bernardo. Desaparecido.[29]
- 1730. Retablo de Nuestra Señora de los Dolores. Capilla de Nuestro Padre Jesús Nazareno, en la nave del Evangelio de la Iglesia de Santo Domingo de Guzmán. Bornos.[30]
- Hacia 1731. Retablo mayor. Iglesia de Santa María de las Nieves. La Algaba.[31]
- 1731. Retablo dedicado a una dolorosa. Iglesia de San Lorenzo. Sevilla. Desaparecido.[32]